# Ruhrpolen

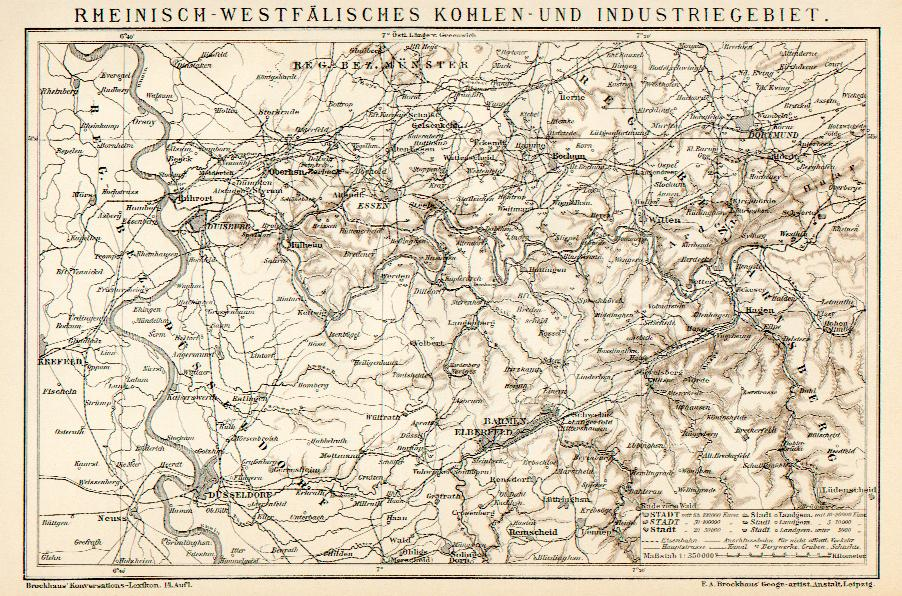
Carte de la Ruhr en 1896.

Ruhrpolen (en allemand : [ˈʁuːɐ̯ˌpoːlən], « Polonais de la Ruhr ») est un terme générique allemand désignant les migrants polonais et leurs descendants qui ont vécu dans la région de la Ruhr, dans l'ouest de l'Allemagne, depuis le XIXe siècle. Les Polonais (y compris les Masuriens,, les Cachoubes, les Silésiens, etc.) ont migré vers cette région en voie d'industrialisation rapide depuis les régions polonophones de l'Empire allemand.

## Origine

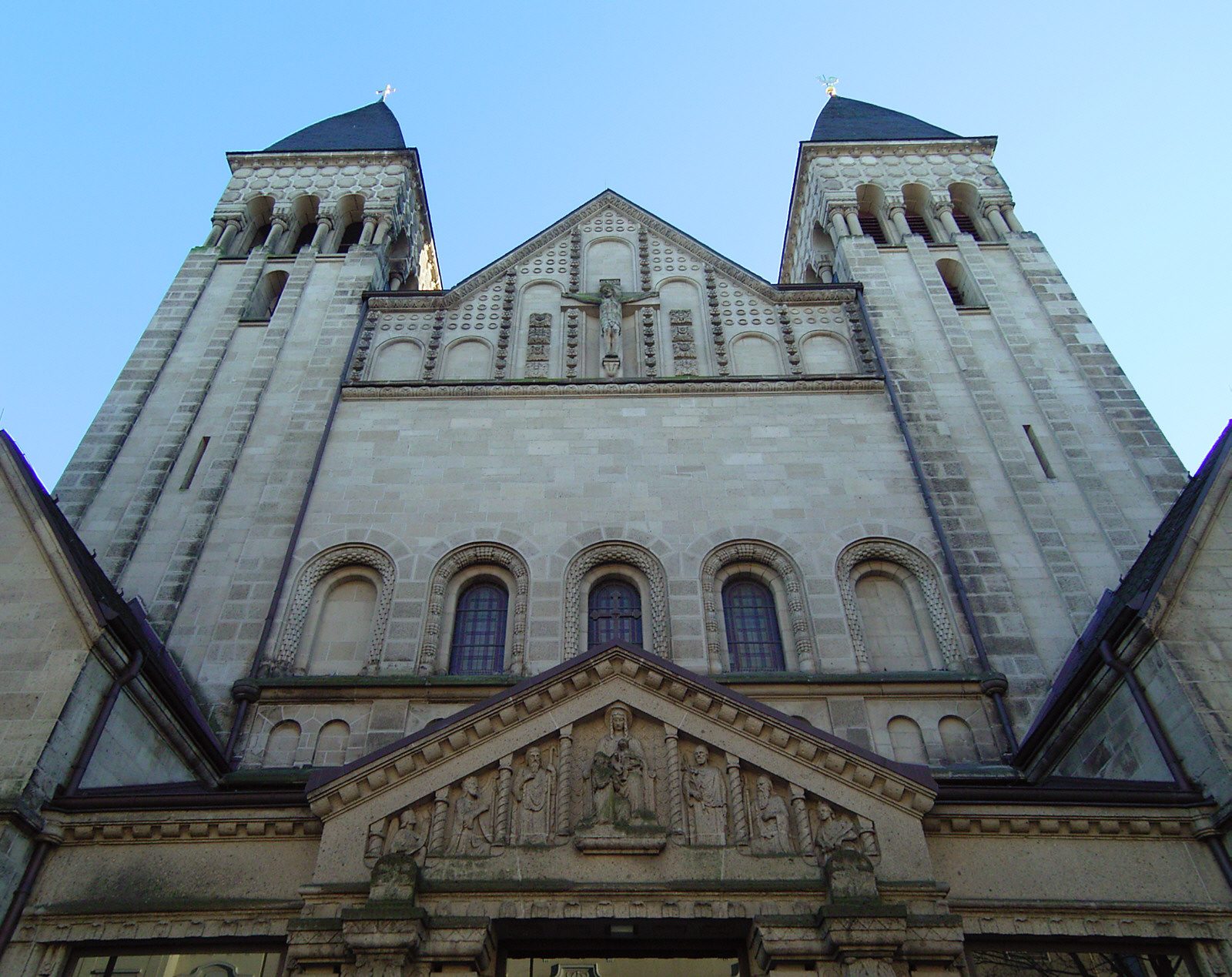
Église Sainte-Anne de la Mission catholique polonaise de Dortmund, dans laquelle des offices en langue polonaise sont célébrés quotidiennement

Les Ruhrpolen venaient principalement de ce qui était alors les provinces orientales de l'Allemagne (Province de Posnanie, province de Prusse-Orientale, province de Prusse-Occidentale, province de Silésie), lesquelles avaient été annexées par le Royaume de Prusse lors des partages de la Pologne à la fin du XVIIIe siècle, et qui abritaient une importante population polonophone. Cette vague de migration, connue sous le nom d'Ostflucht, a commencé à la fin du XIXe siècle, la plupart des Ruhrpolen étant arrivés vers les années 1870. Ces migrants trouvèrent du travail dans les industries minière, sidérurgique, et le bâtiment. En 1913, il y avait dans la Ruhr entre 300 000 et 350 000 Polonais ainsi que 150 000 Masuriens. Un tiers d'entre eux sont nés dans la région de la Ruhr. Les Masuriens protestants n'acceptaient pas d'être identifiés aux Polonais catholiques et soulignent leur loyauté envers la Prusse et l'Empire allemand.

## Dans l'Empire allemand
La première organisation polonaise, Jedność (« Unité »), fut fondée en 1876 à Dortmund par le libraire Hipolit Sibilski. En 1890, le Wiarus Polski, le premier journal polonais de la région, fut créé à Bochum. Diverses autres organisations polonaises furent fondées dans la région, dont une « Ligue des Polonais d'Allemagne ». Des dizaines de librairies polonaises furent fondées, notamment à Dortmund, Bochum, Herne, Witten, Recklinghausen, Oberhausen, et Duisbourg. En 1904, le quotidien Dziennik Polski fut fondé à Dortmund et, en 1909, le journal Narodowiec fut fondé à Herne. Les deux clubs de football les plus populaires de la région de la Ruhr, le FC Schalke 04 et le Borussia Dortmund, furent cofondés par des Polonais ; le premier ayant même été appelé par dérision le Polackenverein (« club des Polaks ») par les Allemands en raison de ses nombreux joueurs d'origine polonaise.

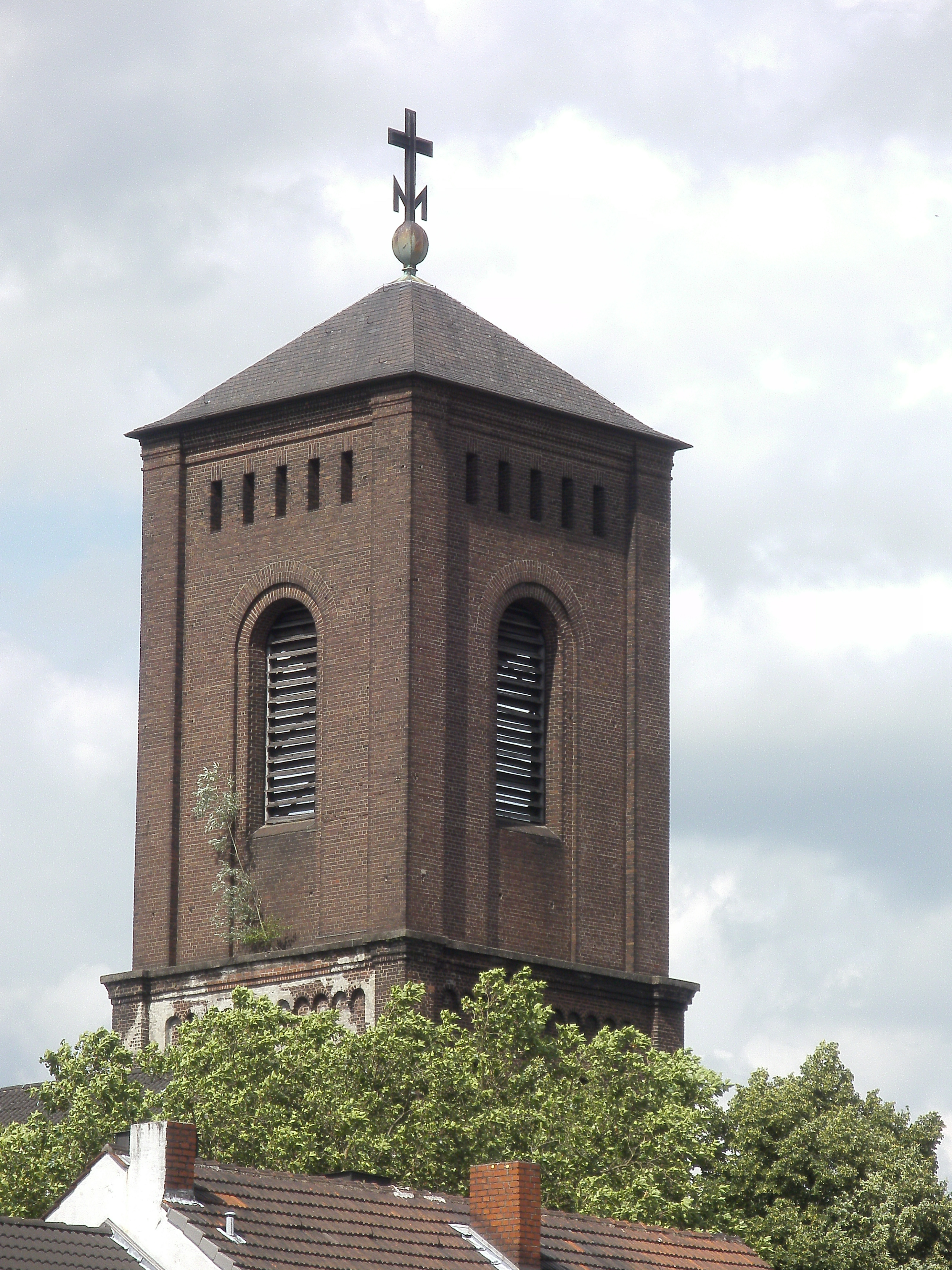
Clocher du monastère polonais de Bochum en 1912, avant sa démolition.

Le centre principal de la communauté polonaise de la région de la Ruhr était Bochum, et, depuis 1905, de nombreuses organisations et entreprises étaient sises dans la rue Am Kortländer, surnommée de ce fait la « Petite Varsovie ». L'ancien monastère rédemptoriste de Bochum, qui avait été fermé par le gouvernement prussien pendant le Kulturkampf en 1873, fut rouvert et devint un centre religieux polonais.
Les Ruhrpolen de l'Empire allemand étaient des citoyens de seconde classe dont les droits étaient restreints à bien des égards par les politiques anti-polonaises de l'Empire allemand. Si, au départ, les fonctionnaires allemands espéraient que la population polonaise succomberait à la germanisation, ils finirent par perdre l'espoir que cette stratégie à long terme réussisse. Aussi, des mesures plus strictes durent-elles être prises : des écoles polonaises se virent refuser leur accréditation, et les écoles publiques ne tenaient plus compte de la diversité ethnique. Dans les écoles ayant un pourcentage élevé d'élèves polonophones, les fonctionnaires allemands divisaient les élèves. Lorsque les parents essayaient d'organiser des cours privés pour leurs enfants, la police venait à leur domicile. Le gouvernement allemand fit interdire l'usage de la langue polonaise dans les écoles (1873), dans les mines (1899) et dans les rassemblements publics (1908). Les maisons d'édition et librairies polonaises étaient souvent fouillées par la police allemande, et les ouvrages et publications patriotiques polonais confisqués. Les maisons d'édition et les librairies polonaises étaient souvent fouillées par la police allemande et les livres et publications patriotiques polonais étaient confisqués. Les libraires polonais dont les livres étaient confisqués étaient condamnés par les tribunaux allemands à des amendes ou des peines de prison. En 1909, l'Office central de surveillance du mouvement polonais dans les districts industriels de Rhénanie-Westphalie (Zentralstelle fur Uberwachung der Polenbewegung im Rheinisch-Westfalischen Industriebezirke) fut créé par les Allemands à Bochum. La loi sur la colonisation de 1904 rendit difficile l'achat de terres pour les Polonais qui souhaitaient retourner dans l'Est. En 1908, les lois discriminatoires à l'égard de la langue polonaise furent appliquées à l'ensemble de l'Empire allemand.
En réponse au harcèlement des autorités prussiennes, les organisations des Polonais de la Ruhr élargirent ce qui avait été leur caractère purement culturel et rétablirent leurs liens avec les organisations polonaises de l'Est. La Ligue des Polonais d'Allemagne, fondée à Bochum en 1894, fusionna avec le mouvement Straż créé en 1905. En 1913, ce groupe combiné forma un comité exécutif qui travailla aux côtés du Conseil national polonais.

## Durant l'entre-deux-guerres
Après la fin de la Première Guerre mondiale et la renaissance de la Pologne indépendante, de nombreux Polonais quittèrent la région et rentrèrent en Pologne — quoi qu'une communauté importante restât dans la Ruhr. Afin de protéger la population polonaise restée dans la région et de faciliter le retour des Polonais en Pologne, un vice-consulat polonais a été établi à Essen en 1920 ; il fut ensuite élevé au rang de consulat et déplacé à Düsseldorf en 1936. Durant l'entre-deux-guerres, le principal journal polonais des Polonais de la Ruhr était Naród (« Le peuple »), publié à Herne depuis 1921. La ville de Bochum abritait quant à elle le siège du troisième district de l'Union des Polonais d'Allemagne, qui couvrait non seulement la Westphalie et la Rhénanie, dans lesquelles se trouve la Ruhr, mais également le Bade et le Palatinat. Selon les estimations de 1935, les organisations polonaises de Westphalie et de Rhénanie comptaient 21 500 membres.

## Seconde guerre mondiale

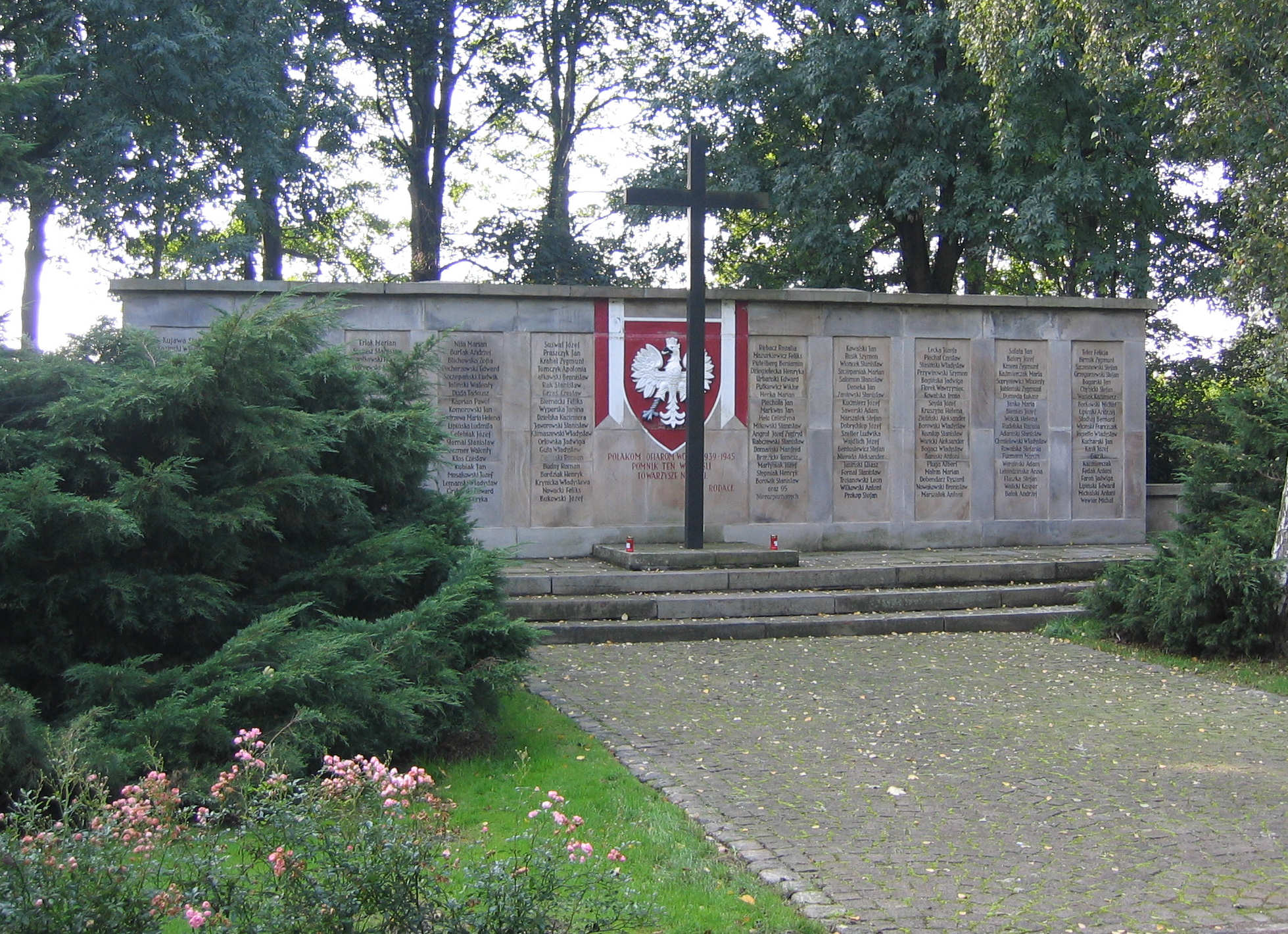
Fosse commune et mémorial aux victimes polonaises de l'Allemagne nazie à Dortmund.

Au début de l'année 1939, il n'y a pas eu d'émeutes anti-polonaises dans la région de la Ruhr, bien que l'Allemagne nazie eût augmenté sa surveillance des activistes et des organisations polonaises, ainsi que la censure de la presse polonaise. Les activistes polonais, s'attendant à une attaque allemande, avaient sécurisé les dossiers des organisations polonaises. Le 15 juillet 1939, la Gestapo pénétra dans le siège de l'Union des Polonais d'Allemagne à Bochum, le fouilla et interrogea son chef Michał Wesołowski. Les nazis procédèrent ensuite à des perquisitions massives dans les organisations polonaises de la région et interrogèrent les activistes polonais, mais ils n'obtinrent pas les listes souhaitées d'activistes polonais, qui avaient été cachées auparavant par les Polonais. La terreur et les persécutions nazies s'intensifièrent rapidement. Les nazis limitèrent la liberté de réunion, renforcèrent la censure et confisquèrent la presse polonaise pour avoir rendu compte de la persécution et des arrestations de Polonais. En réponse, de nombreux Polonais de la région vinrent à Bochum pour des réunions d'organisation et d'information. Le 24 août 1939, la Gestapo, sous la menace d'une arrestation, demanda à 30 activistes polonais de premier plan de se présenter au poste de la Gestapo à Bochum et de présenter des listes de membres d'organisations polonaises, mais une fois encore sans succès. En raison de la répression allemande croissante, de nombreuses organisations polonaises suspendirent leurs activités publiques.
Après le commencement de la Seconde Guerre mondiale, toutes les organisations polonaises restantes dans la Ruhr furent dissoutes par les nazis. Le 11 septembre 1939, 249 activistes polonais de premier plan furent arrêtés puis placés dans des camps de concentration. Au moins 60 d'entre eux furent assassinés,. Les sièges des organisations polonaises et les locaux de Bochum furent pillés et expropriés. La Gestapo fit fermer le monastère polonais de Bochum, qui fut ensuite transformé en camp de transit pour les personnes déportées de la Lituanie occupée par les Allemands. Ce monastère fut ensuite détruit lors de raids aériens en 1943, reconstruit par la suite et finalement démoli en 2012. Peu avant la démolition, les cloches de l'église furent envoyées en Pologne.
Des citoyens de la Pologne occupée furent déportés pour travailler comme esclaves dans la région, notamment dans les camps satellites du camp de concentration de Buchenwald à Bochum, Dortmund, Essen, Unna et Witten,,,,,.

## Situation actuelle
On estime qu'actuellement quelque 150 000 habitants de la Ruhr (sur environ cinq millions) sont d'origine polonaise.